# Семукачи
Семука́чи (бел. Семукачы) — агрогородок в составе Семукачского сельсовета Могилёвского района Могилёвской области Республики Беларусь.

## История
В 1887 году построена церковно-приходская школа (в 1913 г. 46 м. и 6 д.).

## Население
- 1999 год — 497 человек
- 2010 год — 368 человек